# Eco d'espín

Animació de l'eco d'espín, que mostra la resposta dels espíns (fletxes vermelles) a l'esfera blava de Bloch a la seqüència de polsos verds.

En ressonància magnètica, un eco d'espín o eco de Hahn és la reorientació de la magnetització de l'espín mitjançant un pols de radiació electromagnètica ressonant. La ressonància magnètica nuclear (RMN) i la ressonància magnètica (RMN) modernes utilitzen aquest efecte.
El senyal de RMN observat després d'un pols d'excitació inicial decau amb el temps a causa tant de la relaxació de l'espín com de qualsevol efecte no homogeni que faci que els espíns de la mostra precedeixin a diferents velocitats. El primer d'aquests, la relaxació, condueix a una pèrdua irreversible de magnetització. Però el desfasament no homogeni es pot eliminar aplicant un pols d'inversió de 180° que inverteix els vectors de magnetització. Exemples d'efectes no homogenis inclouen un gradient de camp magnètic i una distribució de desplaçaments químics. Si el pols d'inversió s'aplica després d'un període t de desfasament, l'evolució no homogènia es tornarà a fasear per formar un ressò en el temps 2t. En casos simples, la intensitat del ressò respecte al senyal inicial ve donada per e–2t/T2 on T2 és la constant de temps per a la relaxació espín-espín. El temps d'eco (TE) és el temps entre el pols d'excitació i el pic del senyal.
Els fenòmens d'eco són característiques importants de l'espectroscòpia coherent que s'han utilitzat en camps diferents de la ressonància magnètica, com ara l'espectroscòpia làser i la dispersió de neutrons.

## Història
Els ecos van ser detectats per primera vegada en ressonància magnètica nuclear per Erwin Hahn el 1950, i els ecos d'espín de vegades s'anomenen ecos de Hahn. En ressonància magnètica nuclear i ressonància magnètica, la radiació de radiofreqüència és la que s'utilitza més habitualment.
El 1972, F. Mezei va introduir la dispersió de neutrons d'eco d'espín, una tècnica que es pot utilitzar per estudiar magnons i fonons en monocristalls. La tècnica s'aplica actualment en instal·lacions de recerca que utilitzen espectròmetres de triple eix.
El 2020, dos equips van demostrar que quan s'acobla fortament un conjunt d'espines a un ressonador, la seqüència d'impulsos de Hahn no només condueix a un sol eco, sinó a tot un tren d'ecos periòdics. En aquest procés, el primer eco de Hahn reacciona als espines com un impuls de reenfocament, donant lloc a ecos secundaris autoestimulats.

## Principi
L'efecte d'eco d'espín va ser descobert per Erwin Hahn quan va aplicar dos polsos successius de 90° separats per un període de temps curt, però va detectar un senyal, l'eco, quan no s'aplicava cap pols. Aquest fenomen de l'eco d'espín va ser explicat per Erwin Hahn en el seu article de 1950, i desenvolupat més endavant per Carr i Purcell, que van assenyalar els avantatges d'utilitzar un pols de reenfocament de 180° per al segon pols. La seqüència de polsos es pot entendre millor desglossant-la en els passos següents:
| The spin-echo sequence |

| 1. La fletxa vermella vertical és el moment magnètic mitjà d'un grup d'espins, com ara els protons. Tots són verticals en el camp magnètic vertical i giren sobre el seu eix longitudinal, però aquesta il·lustració es troba en un marc de referència giratori on els espins són estacionaris de mitjana. 2. S'ha aplicat un pols de 90° que gira la fletxa al pla horitzontal (x-y). 3. A causa de les inhomogeneïtats del camp magnètic local (variacions del camp magnètic en diferents parts de la mostra que són constants en el temps), a mesura que el moment net precédeix, alguns espíns s'alenteixen a causa d'una menor intensitat del camp local (i per tant comencen a quedar-se progressivament enrere) mentre que alguns s'acceleren a causa d'una major intensitat del camp i comencen a avançar-se als altres. Això fa que el senyal decaigui. |

En aquesta seqüència s'utilitzen diverses simplificacions: no s'inclou cap decoherència i cada espín experimenta polsos perfectes durant els quals l'entorn no proporciona dispersió. A dalt es mostren sis espins i no se'ls dóna l'oportunitat de desfasar-se significativament. La tècnica d'eco d'espín és més útil quan els espins s'han desfasat de manera més significativa, com en l'animació següent:

## Decaïment d'eco d'espín
Un experiment de decaïment d'eco de Hahn es pot utilitzar per mesurar el temps de relaxació espín-espín, tal com es mostra a l'animació següent. La mida de l'eco es registra per a diferents espais dels dos polsos. Això revela la decoherència que no es reenfoca amb el pols π. En casos simples, es mesura un decaïment exponencial que es descriu pel temps T2.

Animació de l'eco d'espín, que mostra la resposta dels espíns (fletxes vermelles) a l'esfera blava de Bloch a la seqüència de polsos verds.

## Eco estimulat
L'article de Hahn de 1950 va mostrar que un altre mètode per generar ressons d'espín és aplicar tres polsos successius de 90°. Després del primer pols de 90°, el vector de magnetització s'escampa tal com s'ha descrit anteriorment, formant el que es pot considerar com una "crep" en el pla xy. L'escampament continua durant un temps. {\displaystyle \tau }, i després s'aplica un segon pols de 90° de manera que la "crep" ara es troba al pla xz. Després d'un temps addicional {\displaystyle T} s'aplica un tercer pols i s'observa un ressò estimulat després d'esperar un temps {\displaystyle \tau } després de l'últim pols.

## Eco de fotons
També s'han observat ecos de Hahn a freqüències òptiques. Per això, s'aplica llum ressonant a un material amb una ressonància d'absorció eixamplada de manera heterogènia. En lloc d'utilitzar dos estats d'espín en un camp magnètic, els ecos de fotons utilitzen dos nivells d'energia que són presents al material fins i tot en un camp magnètic zero.

## Eco de rotació ràpida
L'eco de spin ràpid (RARE, FAISE o FSE), també anomenat eco de turbo spin (TSE), és una seqüència de ressonància magnètica que resulta en temps d'escaneig ràpids. En aquesta seqüència, es lliuren diversos polsos de radiofreqüència de reenfocament de 180° durant cada interval de temps d'eco (TR), i el gradient de codificació de fase s'activa breument entre els ecos. La seqüència de polsos FSE/TSE s'assembla superficialment a una seqüència d'eco de spin convencional (CSE), ja que utilitza una sèrie de polsos de reenfocament de 180° després d'un únic pols de 90° per generar un tren d'ecos. La tècnica FSE/TSE, però, canvia el gradient de codificació de fase per a cadascun d'aquests ecos (una seqüència multieco convencional recopila tots els ecos d'un tren amb la mateixa codificació de fase). Com a resultat del canvi del gradient de codificació de fase entre els ecos, es poden adquirir múltiples línies d'espai k (és a dir, passos de codificació de fase) dins d'un temps de repetició (TR) determinat. Com que s'adquireixen múltiples línies de codificació de fase durant cada interval TR, les tècniques FSE/TSE poden reduir significativament el temps d'obtenció d'imatges.

L'eco de spin ràpid (RARE, FAISE o FSE), també anomenat eco de turbo spin (TSE), és una seqüència de ressonància magnètica que resulta en temps d'escaneig ràpids. En aquesta seqüència, es lliuren diversos polsos de radiofreqüència de reenfocament de 180° durant cada interval de temps d'eco (TR), i el gradient de codificació de fase s'activa breument entre els ecos. La seqüència de polsos FSE/TSE s'assembla superficialment a una seqüència d'eco de spin convencional (CSE), ja que utilitza una sèrie de polsos de reenfocament de 180° després d'un únic pols de 90° per generar un tren d'ecos. La tècnica FSE/TSE, però, canvia el gradient de codificació de fase per a cadascun d'aquests ecos (una seqüència multieco convencional recopila tots els ecos d'un tren amb la mateixa codificació de fase). Com a resultat del canvi del gradient de codificació de fase entre els ecos, es poden adquirir múltiples línies d'espai k (és a dir, passos de codificació de fase) dins d'un temps de repetició (TR) determinat. Com que s'adquireixen múltiples línies de codificació de fase durant cada interval TR, les tècniques FSE/TSE poden reduir significativament el temps d'obtenció d'imatges.

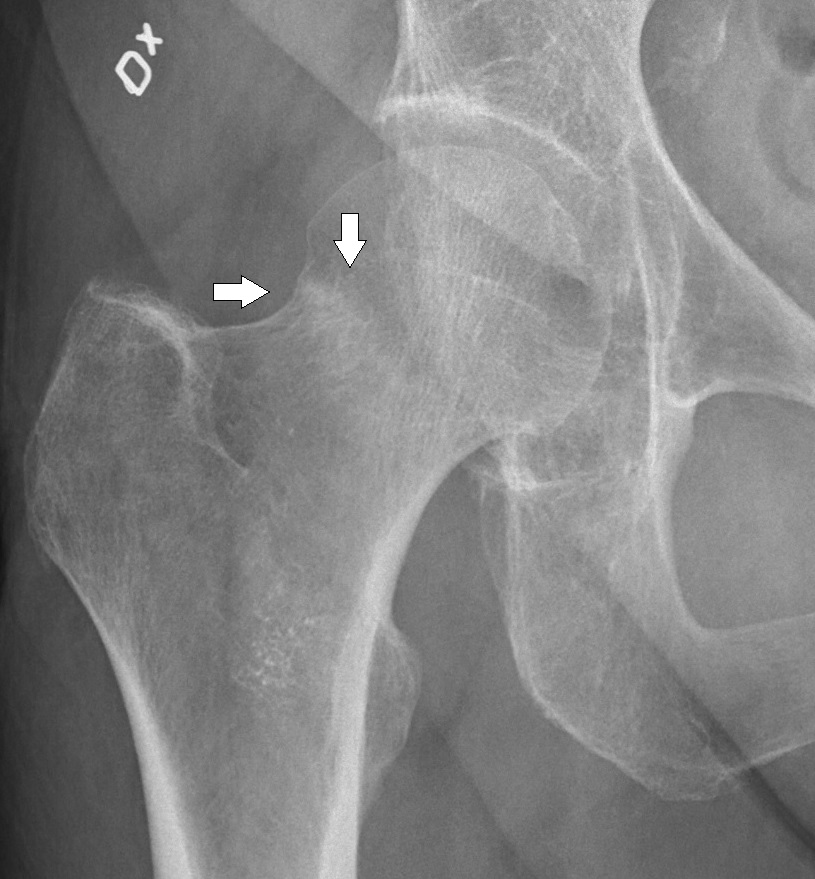
Radiografia que mostra una sospita de fractura subcapital compressiva com una línia radiodensa
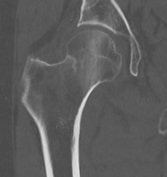
La tomografia computada mostra el mateix, atípic per a una fractura ja que el còrtex és coherent
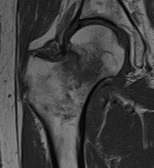
La ressonància magnètica amb eco de turbospin ponderada en T1 confirma una fractura, ja que la medul·la òssia circumdant té un senyal baix a causa de l'edema.